# TGD
TGD, czyli Trzecia Godzina Dnia – polski pop-gospelowy chór chrześcijański powstały w 1982 roku.

## Historia i wydarzenia
Pomysłodawcą i założycielem przedsięwzięcia, a zarazem pierwszym kierownikiem zespołu był Janusz Sierla. Corocznie w wakacje, zespół złożony z kilku mniejszych chórów kościelnych ze zborów baptystycznych spotykał się, by uczyć się nowych pieśni i doskonalić swój warsztat muzyczny. W 1988 chór przyjął nazwę „Trzecia Godzina Dnia”, która jest nawiązaniem do momentu zesłania Ducha Świętego zapisanego w Dziejach Apostolskich (Dz.Ap. 2, 1-15). W latach 1990–1991 funkcję kierownika zespołu pełnił Sławomir Szymański. Później na krótko do dyrygowania wrócił Janusz Sierla, by ostatecznie w 1993 przekazać pałeczkę Piotrowi Nazarukowi.
TGD jest obecnie zespołem ekumenicznym – zarówno soliści, jak i chórzyści reprezentują różne denominacje chrześcijańskie (głównie ewangelikalne), pochodzą z różnych zakątków Polski. Dla członków zespołu, co roku w innym miejscu w Polsce, są organizowane obozy, na których chór ćwiczy repertuar i integruje się ze sobą. Dla chętnych do wspólnego spędzenia czasu z zespołem w formie wspólnego śpiewania, społeczności i modlitwy zostały stworzone kilka lat temu warsztaty-rekolekcje „Trzy Głośne Dni z TGD”.
Największą popularność przyniosły zespołowi dwa koncerty: wielkanocny „Wierzyć, to znaczy chodzić po wodzie” (2001) oraz bożonarodzeniowy „Raduj się świecie” (2003), które były później wielokrotne emitowane na antenie Telewizji Polskiej. Koncerty zostały zrealizowane wraz z laureatami Szansy na sukces. Obydwa reżyserowała Elżbieta Skrętkowska. W 2004 roku zespół wydał płytę „Wiara czyni cuda”. W 2006 chór wystąpił na zaproszenie Mezo oraz Mieczysława Szcześniaka na Sopot Festival 2006, wykonując wspólnie z nimi utwór „Wstawaj” w konkursie o Bursztynowego Słowika w trakcie pierwszego dnia festiwalu. 
Kolejnym projektem, który był efektem ponad dwuletnich przygotowań była płyta koncertowa pod nazwą „PS”. Główną inspiracją przy tworzeniu nowych utworów były psalmy. Koncert zarejestrowany na DVD nagrano 6 września w Białołęckim Ośrodku Kultury. Wydawnictwo ukazało się w grudniu 2008 w formie dwupłytowej CD oraz DVD. 
W takiej samej formie w lutym 2011 ukazała się płyta „The Best of TGD 2000-2010 - Liczy się każdy dzień”, której nagranie odbyło się w Kieleckim Centrum Kultury w Kielcach w dniach 7-8 sierpnia 2010. Realizacją telewizyjną koncertu i jego późniejszą emisją zajął się kanał Religia.tv. Na płycie znajduje się 15 utworów, w tym 3 nowe, a pozostałe - w nowych lub „odświeżonych” aranżacjach. Dodatkowo wydawnictwo zostało uzupełnione m.in. o świadectwa, historię ostatnich 10 lat zespołu oraz fotogalerie. 
W dniach 6-7 października w Łodzi odbyły się nagrania kolejnego, dziewiątego już albumu zespołu „Uratowani”, który ukazał się w grudniu 2012. Ponownie przy tworzeniu utworów autorzy inspirowali się psalmami, jednak utwory mają wyraźnie charakter „uwielbieniowy” - sami wykonawcy potwierdzają, że muzyka z tego albumu jest przeznaczona między innymi do wykonywania w kościołach. W grudniu 2015 roku została wydana płyta „Kolędy świata” z gościnnym udziałem m.in. Kuby Badacha, Anny Marii Jopek i Natalii Niemen, która została nagrana podczas koncertu w katowickim Spodku rok wcześniej. W czerwcu 2016 ukazało się nowe wydawnictwo zespołu pn. „Wracam do domu”, a rok później ponownie mogliśmy usłyszeć kolędy w projekcie "Kolędy Świata 2", na którym gościnnie pojawili się m.in. Kasia Cerekwicka i Piotr Cugowski. W kwietniu 2019 wraz z TGD został zrealizowany telewizyjny koncert wielkanocny pt. "Wielka moc" przez TVP1 i Radio Plus z udziałem m.in. Natalii Szroeder, Mariki, Haliny Mlynkovej czy Mate.O. W tym samym roku miała miejsce premiera kolejnej płyty chóru z nowym repertuarem.

## Skład zespołu
Piotr Nazaruk - dyrygent 
Marcin Stefański - manager 
| Stały skład zespołu muzycznego: - Konrad Kuchciak (instrumenty klawiszowe); - Sebastian Urban (perkusja), - Jonasz Stępień (gitary) - Mirosław Stępień (gitara basowa) Instrumentaliści współpracujący: - Damian Kurasz (gitara elektryczna), - Adam Kosewski (instrumenty klawiszowe), - Łukasz Kupczyński (skrzypce elektryczne, mandolina) - Piotr Nazaruk (fortepian, cytra), - Tomasz Busławski (saksofon) - Daniel Pomorski (trąbka), - Kacper Popek (perkusja), - Andrzej Wilczyński (puzon), - Paweł Zarecki (instrumenty klawiszowe), - Piotr Płecha (gitara basowa), - Tomasz Lipert (gitara elektryczna i klasyczna) - Michał Burzymowski (gitara basowa). - Łukasz Chyliński (gitara elektryczna) | - Angelika Anozie-Jakubowska - Maciej Bugalski - Magdalena Kuchciak - Mara Ławska-Zawadzka - Michał Mielczarek - Kamil Milczarek - Żaneta Mróz - Emilia Nazaruk - Gabriela Nguyen Van - Łukasz Skotnicki - Estera Szczypuła-Sipiora - Ania Świątczak - Agnieszka Urbaniak - Monika "Mimi" Wydrzyńska - Natalia Niemen - Mate.O - Mietek Szcześniak - Olga Szomańska - Beata Bednarz - Kuba Badach - Anna Maria Jopek - Barbara Włodarska-Fabisiak - Mirosław „Kolah” Kolczyk - Jerzy „Yuro” Pieniążek - Piotr „Poison” Plichta - Tomasz Bednarek - Łukasz Mucha - Miłosz Sapieha |

## Dyskografia
| 1990                       | Szachmaty - Data: 1990 - Wydawca: TGD                                   | –  |                |                        |
| 1991                       | Wielkie sprawy - Data: 1991 - Wydawca: TGD                              | –  |                |                        |
| 1994                       | Jest ktoś - Data: 1994 - Wydawca: TGD                                   | –  |                |                        |
| 1998                       | Hosanna - Data: 1998 - Wydawca: Fundacja Veritas                        | –  |                |                        |
| 2001                       | TGD na żywo - Data: 2001 - Wydawca: RIFF Corporation                    | –  |                |                        |
| 2004                       | Wiara czyni cuda - Data: 2004 - Wydawca: GIFT management                | –  |                |                        |
| 2008                       | PS - Data: 2008 - Wydawca: GIFT management                              | –  |                |                        |
| 2011                       | Liczy się każdy dzień - Data: 20 lutego 2011 - Wydawca: GIFT management | –  | - POL: 5 000+  | - POL: złota płyta DVD |
| 2012                       | Uratowani - Data: 1 grudnia 2012 - Wydawca: GIFT management             | –  | - POL: 15 000+ | - POL: złota płyta     |
| 2015                       | Kolędy świata - Data: 25 listopada 2015 - Wydawca: GIFT management      | 35 | - POL: 30 000+ | - POL: platynowa płyta |
| 2016                       | Wracam do domu - Data: 3 czerwca 2016 - Wydawca: GIFT management        | 18 |                |                        |
| 2017                       | Kolędy świata 2 - Data: 24 listopada 2017 - Wydawca: GIFT management    | 30 |                |                        |
| 2021                       | Twoje imię - Data: 12 lutego 2021 - Wydawca: GIFT management            | –  |                |                        |
| 2022                       | Kolędy świata 3 - Data: 18 listopada 2022 - Wydawca: GIFT management    | 16 |                |                        |
| „–” album nie był notowany |                                                                         |    |                |                        |

## Koncerty telewizyjne
- 2019: Wielka Moc - Koncert wielkanocny Telewizji Polskiej i Radia Plus (realizacja TVP1)
- 2010: Liczy się każdy dzień czyli TGD live (realizacja Religia.tv)
- 2003: Raduj się świecie (realizacja TVP2)
- 2001: Wierzyć to znaczy chodzić po wodzie (realizacja TVP2)